# Liliana Duering
Liliana Duering (Buenos Aires, Argentina, 27 de noviembre de 1953-México, 2019) fue una artista plástica argentina, enfocada en la pintura y escenografía. 

## Biografía
Liliana Duering estudió en la Escuela Nacional de Artes Plásticas y Escenografía de la Universidad del Salvador, en Buenos Aires. Comenzó sus estudios enfocada en las artes plásticas y posteriormente se enfocó en la escenografía, algo que puede apreciarse en sus pinturas al haber una estrecha relación con el arte escenográfico; en sus pinturas se puede apreciar una ruptura del plano bidimensional para crear espacios que se yuxtaponen.
Derivado de la dictadura argentina, en 1983 emigró a México, país donde viviría hasta su fallecimiento en 2019.  

## Estilo artístico
En su obra de 2002, Mirar Distinto, Liliana Duering invita a la audiencia a salir de lo cotidiano, abandonar la visión limitada de sus realidades y aventurarse a abrir los ojos y la mente a otras formas, más allá de lo que ella representa en el lienzo. La exposición se compuso de una serie de óleos, acrílicos, dibujo y otras técnicas mixtas, algunas de reciente creación y otras que ya tenía anteriormente; predominan los colores fuertes y monocromos de paletas reducidas. Duering dijo esto de su exposición en su obra: “Básicamente éste es el trabajo de los artistas. Los pintores solemos expresarnos a través de la imagen, así como los escritores a través de la literatura. Para mí ésta es mi mejor forma de expresión”.
En la exposición Somos Códigos, presentada en el Museo Mural Diego Rivera en 2012, Duering aborda la teoría del consumo y la deshumanización de los cuerpos. Su trabajo para dicha exposición nació a partir de la idea de descontextualizar el código de barras como elemento de adquisición de productos y transfigurarlo en elementos humanos. Acerca de ello, Duering comentó: "Los códigos de barras están en todos los productos de adquisición de los cuales no nos podemos substraer, no importa a qué nos dediquemos, de dónde provengamos, ni el extracto social, las personas ya son un código".

Acerca de su obra, la crítica e historiadora Raquel Tibol opina:
Liliana Duering entabla relación con los seres, los objetos, el entorno y las arquitecturas sin violentarlos. Las formas trabajadas en diversas direcciones, con una suavidad que acompasa la fuerza, le permiten explorar significados singulares, seguramente ocultos, y expresarlos de manera que las apariencias parecen hacerse visibles en la medida que las admite y se apropia de ellas por identificación psicológica. Su disposición a formalizar no acepta el inprontum, sino tareas de composición sopesadas lentamente para evitar la precipitación de contenidos superficiales.

## Obra
Liliana Duering cuenta con las siguientes exposiciones individuales:
- Paisaje y Persona (Galería Asociación Estímulo de Bellas Artes, Buenos Aires, Argentina, 1982).
- Obras recientes (Galería A NEGRA, Ciudad de México, México, 1989).
- Silencios Habitados (Pinacoteca 2000, Ciudad de México, México, 1994).
- Pinturas recientes (Museo del Pueblo de Guanajuato, Guanajuato, Guanajuato, 1995).
- Pinturas recientes (Museo de la Ciudad de León, León, Guanajuato, 1996).
- Jardín de las Delicias DF (Museo Universitario del Chopo, Ciudad de México, México, 1997).
- Jardín de las Delicias DF (Museo de Arte Contemporáneo Ateneo de Yucatán, Mérida, Yucatán, 1998).
- Sobre Muros Memorias (Galería Oscar Román, Ciudad de México, México, 1999).
- Doblando Esquinas (Galería Oscar Román, Ciudad de México, México, 2001).
- Mirar Distinto (Instituto Veracruzano de la Cultura Pinacoteca Diego Rivera, Xalapa, Veracruz, 2002).
- En las laderas de tu cuerpo (Casa Lamm Librería Pegaso, Ciudad de México, México, 2003).
- Cazando espacios (Galería Pergola, San Miguel de Allende, Guanajuato, 2007).
- Realidad y Reflejo (Galería Oscar Román, Ciudad de México, México, 2009).
- Somos Códigos (Museo Mural Diego Rivera, Ciudad de México, México, 2012).

## Premios y reconocimientos
Fue designada Creador Artístico por el Sistema Nacional de Creadores del Arte en 2009. 